# سياسة التأشيرات في ترانسنيستريا
لا تشترط ترانسنيستريا على المواطنين الأجانب الحصول على تأشيرة؛ ومع ذلك، يحتاج المواطنون الأجانب إلى الحصول على بطاقة الهجرة وتعبئتها (ويتم تركيب الماسحات الضوئية في بعض نقاط التفتيش لملئها تلقائياً). مدة الصلاحية 45 يوماً، مع إمكانية التمديد لمدة لا تتجاوز 3 سنوات. بالإضافة إلى ذلك، يجوز للمواطنين المنتمين إلى أعضاء مجتمع الديمقراطية وحقوق الأمم زيارة ترانسنيستريا بدون تأشيرة. ويمكن للمواطنين الأجانب الدخول باستخدام جواز سفر داخلي أو بطاقة هوية بدلاً من جواز السفر.

## قيود القبول
اعتباراً من 1 أبريل 2023، يُحظر الدخول المجاني إلى أراضي ترانسنيستريا على مواطني  أوكرانيا في سن التجنيد (من 18 إلى 60 عاماً) ذكوراً وإناثاً؛ دون الحصول على إذن من وزارة أمن الدولة الترانسنيسترية.
لا ينطبق الحظر على كل من:
1. مواطنو أوكرانيا الذين دخلوا بالفعل أراضي ترانسنيستريا بعد 24 فبراير 2022.
2. مواطنو أوكرانيا الذين يسافرون إلى زوجاتهم أو أزواجهم أو آبائهم أو أطفالهم أو إخوتهم الذين يعيشون في ترانسنيستريا (يجب توثيق القرابة: شهادة الميلاد، شهادة الزواج، وما إلى ذلك).

يمكن لمواطني أوكرانيا الحصول على إذن على أساس طلب إلكتروني أو مكتوب يرسله الطرف المستقبل (مواطنو ترانسنيستريا). ويتم إصدار التصريح خلال 10 أيام (عادة يتم ذلك في خلال 3 أيام عمل).